# Авдоніна Лариса Іванівна
Авдоніна Лариса Іванівна (нар. 18 грудня 1951, Миколаїв) — лікар-стоматолог, доктор медичних наук (1992), професор (2000).
Закінчила Дніпропетровський медичний інститут (1974).
Працювала лікарем у Миколаєві (1974–79); асистент (1979–92), доцент (1992–94), професор кафедри пропедевтики терапевтичної стоматології (1994–97) Дніпропетровського медичного інституту. Від 1997 — завідувач кафедри терапевтичної стоматології та декан факультету стоматології Кримського медичного університету.
Досліджує властивості та поширення навколозубних вогнищ інфекції туберкульозу генезу, їх виявлення і лікування традиційними та нетрадиційними методами..

## Праці
- Интерадентальный путь заражения туберкулезом в эксперименте // ПТуб. 1991. № 10;
- Сочетанные туберкулезные поражения легких и периодонта // Там само. № 11;
- Микробактерии в развитии околозубных очагов инфекции // Стоматология. 1992. № 1–2 (співавт.).